# 波数
波数（はすう、英: wavenumber）とは、波の空間周波数である。正弦波の波数は、波長の逆数、またはその 2π 倍として定義される。後者は前者と区別して、角波数（かくはすう、英: angular wavenumber）と呼ばれることがある。
直感的には、波数は単位長さの直線（または角波数の場合、単位円周上）に何波長分の波が入るかを表している。
波数を表す記号として、k,  がよく用いられる。前者はもっぱら角波数に用いられ、後者は波長の逆数としての波数に用いられる。
波数の単位は、国際単位系では毎メートルが用いられる。また、CGS単位系では毎センチメートルが用いられる。波数は分光学において頻繁に現れる量であるため、カイザーがしばしば単位に用いられる。

## 分光学
物理化学や分光学の分野では単位長さ当たりの波の個数を指し、波数  は波長 λ の逆数
{\displaystyle {\tilde {\nu }}={\frac {1}{\lambda }}}
となる。
しばしば波数  は間接的に光の周波数 ν を指すこともあり、真空中の光速度 c を用いて
{\displaystyle {\tilde {\nu }}={\frac {\nu }{c}}}
と関係付けられる。
歴史的にはヨハネス・リュードベリが1880年代に初めて着目し、1908年にリュードベリ・リッツの結合原理において、公式の中に波数を現した。その後、スペクトル線に関する研究が進むにつれ、量子論によってエネルギー準位の差が波数や周波数に比例することがわかった。例えば、水素スペクトル系列はリュードベリの式によって
{\displaystyle {\tilde {\nu }}=R_{\infty }\left({\frac {1}{n^{2}}}-{\frac {1}{m^{2}}}\right)}
と表される。ここで、R∞ はリュードベリ定数、n, m (n < m) は主量子数である。

## 波動力学
波動力学では正弦波の波数を指し、波数 k は 2π を波長 λ で割った量
{\displaystyle k={\frac {2\pi }{\lambda }}}
となる。つまり、1 波長分の波を 1 個と数えたとき、波数 k は単位長さ当たりの波の個数を 2π 倍したものに相当する。このとき、k = 2π/λ は角波数 (angular wavenumber) と呼ばれる。
正弦波 u は振幅を A、振動数を ν、波長を λ とすると
{\displaystyle u=A\sin 2\pi \left(\nu t-{\frac {x}{\lambda }}\right)=A\sin(\omega t-kx)}
のように表示される。ここで、t は時刻、x は位置、ω は角振動数である。
しばしばフーリエ変換において、実空間の座標の双対として波数 k が用いられる。また量子力学においては波数ベクトル k にディラック定数 ħ を掛けた ħk が運動量 p に対応する。

## 波数ベクトル
古典的には、向きが波面の法線方向（つまり波の伝播方向）で、大きさが波数となるベクトルを、波数ベクトル（あるいは伝播ベクトル、wave vector, k-vector）と定義する。
なお、波数ベクトル k は十分大きな整数の組 (N1, N2, N3) を考えると、
{\displaystyle {\boldsymbol {k}}={\frac {m_{1}}{N_{1}}}{\boldsymbol {b}}_{1}+{\frac {m_{2}}{N_{2}}}{\boldsymbol {b}}_{2}+{\frac {m_{3}}{N_{3}}}{\boldsymbol {b}}_{3}}
で表される。b = (b1, b2, b3) は逆格子空間での基本並進ベクトル。整数 m = (m1, m2, m3) は、いろいろな範囲設定が可能だが、一例としてそれぞれ (0, ⋯, N1 − 1; 0, ⋯, N2 − 1; 0, ⋯, N3 − 1) の範囲の任意の整数と設定できる。